# Joost de Soete
Joost de Soete of de Zoete, heer van Villers of Villiers, (Sluis, 1541 - 's-Gravenhage, maart 1589) was een edelman en legeraanvoerder in de Tachtigjarige Oorlog.

## Afkomst
De Soete was de derde zoon van Alexander de Soete, ridder en stadhouder van Zeeland, en Johanna van Ranst, vrouwe van Hautin (Hautain, Houtain of Houtem), die in 1502 in het huwelijk waren getreden.
Hij was een broer van Antoni de Zoete.

## Militaire carrière

### Beleg van Nijvel
De Soete maakt zich verdienstelijk tijdens het Beleg van Nijvel tegen troepen van Mansfeld. Om die reden zijn Don Juan en Parma die met een ondersteunende overmacht Mansfeld komen bijspringen ook bijzonder mild met voorwaarden tot overgave en sparen de burgers.

### Bevelhebber van kasteel Bouchout
De Soete werd in 1580 bevelhebber van Bouchout. Zijn wapenschild was zwart met een zilveren keper. In 1582 is hij als kapitein gelegerd in Hengelo,

### Stadhouder van Utrecht
In 1584 is de Soete veldmaarschalk, en enkele maanden lang stadhouder van Utrecht; samen met Adolf van Nieuwenaar heeft hij van de Staten-Generaal der Nederlanden op 25 augustus 1584 de opdracht gekregen om een deel van Twente plat te branden teneinde met de tactiek van de verschroeide aarde de Spaanse opmars aldaar te stuiten. Later voegde Maarten Schenk van Nydeggen, die net overgelopen was van de Spaanse naar de Staatse partij, zich bij de Soete en Nieuwenaar; zij verloren op 23 juni 1585 de Slag bij Amerongen van Johan Baptiste van Taxis, die Joost de Soete gevangennam. Hij werd pas vrijgelaten nadat de Staten-Generaal een aanzienlijk bedrag voor hem hadden neergeteld. Om de kosten te dekken werd zijn huis in Utrecht verkocht.

## Overlijden
In 1589 werd hij dodelijk verwond in gevecht bij Geertruidenberg. Kort nadat hij naar Den Haag was gebracht stierf hij.

### Graf
Hij werd begraven in de Hofkapel aan het Binnenhof in Den Haag. Na een grondige verbouwing van de Hofkapel in 1870 werd zijn grafzerk overgebracht naar de Ridderzaal. Deze is tegenwoordig te zien in de (vrij toegankelijke) kelder op Binnenhof 8a.